# Torup (Skjød Sogn)
 For alternative betydninger, se Torup. (Se også artikler, som begynder med Torup)
Torup ligger vest for Skjød og består af de 2 gårde, Toruplund og Torupgård, samt et par huse. Befolkningstallet ligger på ca. 15.
Torup ligger vest for Skjød på bakken oven for Granslev Å, som med sin brede ådal strømmer i nord-sydlig retning vest for bebyggelsen. Åen kan krydses over Torup Bro. Det stærkt kuperede terræn nærmest ådalen er bevokset med skov, således Torup Skov sydvest for bebyggelsen og skov nord for bebyggelsen. Skovene er fredskov.

## Etymologi
Endelsen -rup viser, at der er tale om en torp, en udflytterbebyggelse.

## Historie
Torup bestod i 1639 af en enkelt ejendom, kaldet Lil-Torup. Det samlede dyrkede areal var 68,8 tønder land skyldsat til 14,35 tønder hartkorn.